# Плосконожка обыкновенная

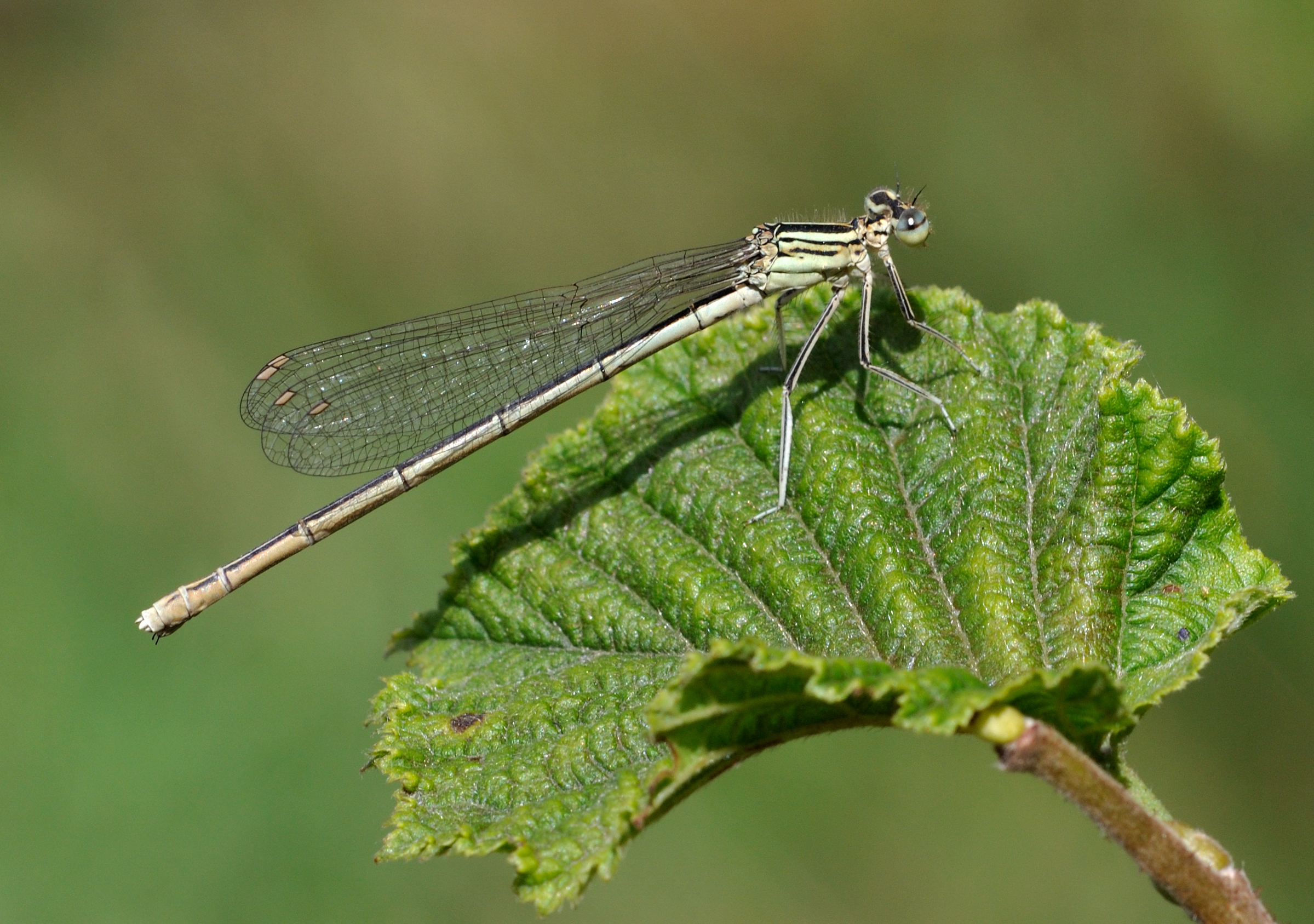
Самка

Плосконожка обыкновенная (лат. Platycnemis pennipes) — вид стрекоз из семейства плосконожек.

## Описание
Длина тела 3,5 см, размах крыльев 4,5 см. С первого взгляда напоминает стрекоз-стрелок. Голени средних и задних ног заметно расширены. Волоски ног длинные. Очень широкая голова, сверху втрое шире своей длины (у стрелок — вдвое). Крылья прозрачные.
Встречается вблизи водоёмов, предпочитая проточные водоёмы с густой водной растительностью. Летает с мая по сентябрь. Самка откладывает яйца в цветоножки кубышки жёлтой. Личинки зимуют, имаго выходят в мае и июне следующего года.

## Распространение
Вид распространён в Центральной, Южной и Западной Европе до Западной Сибири.

## Иллюстрации

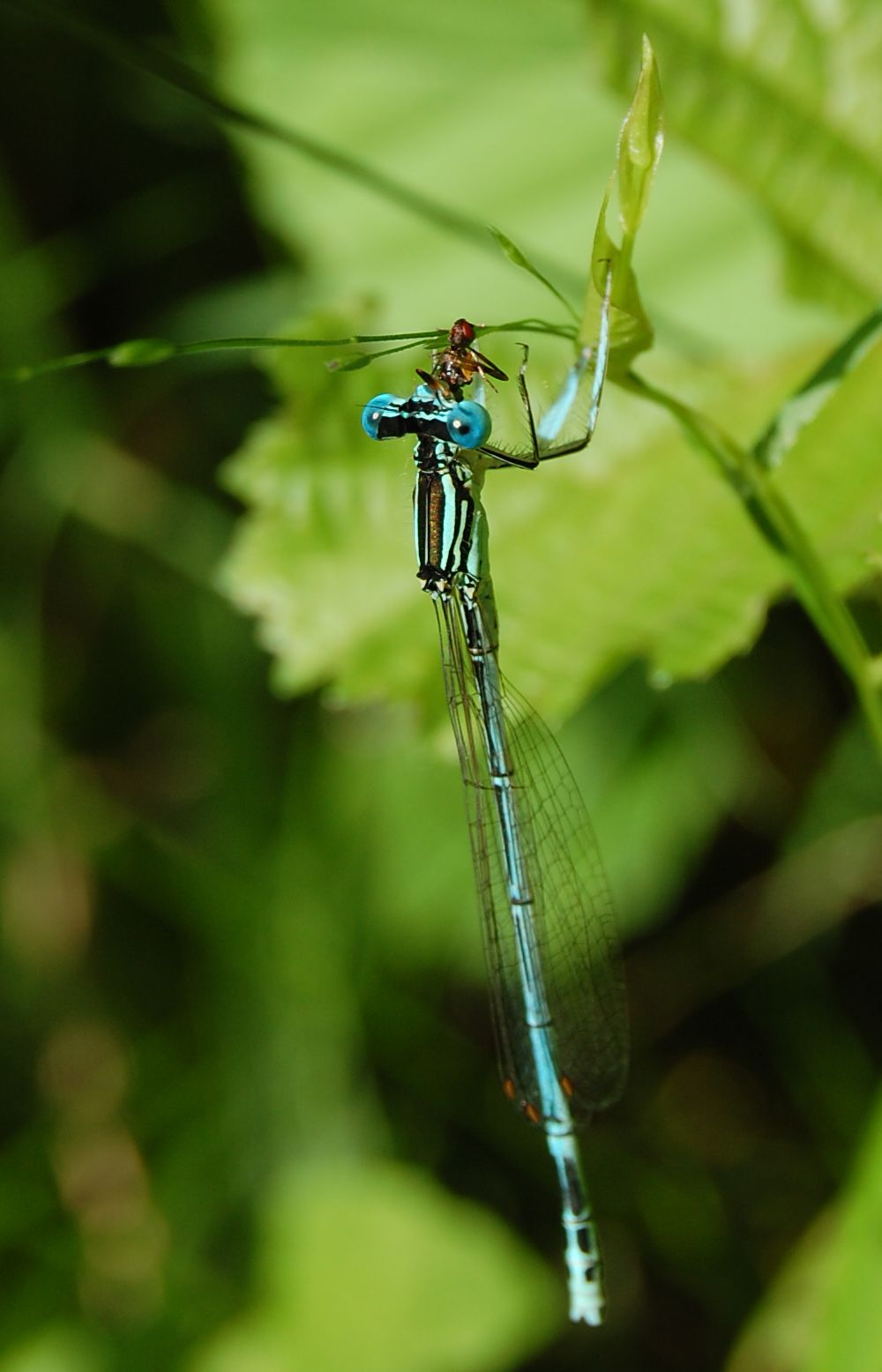
Самец с добычей
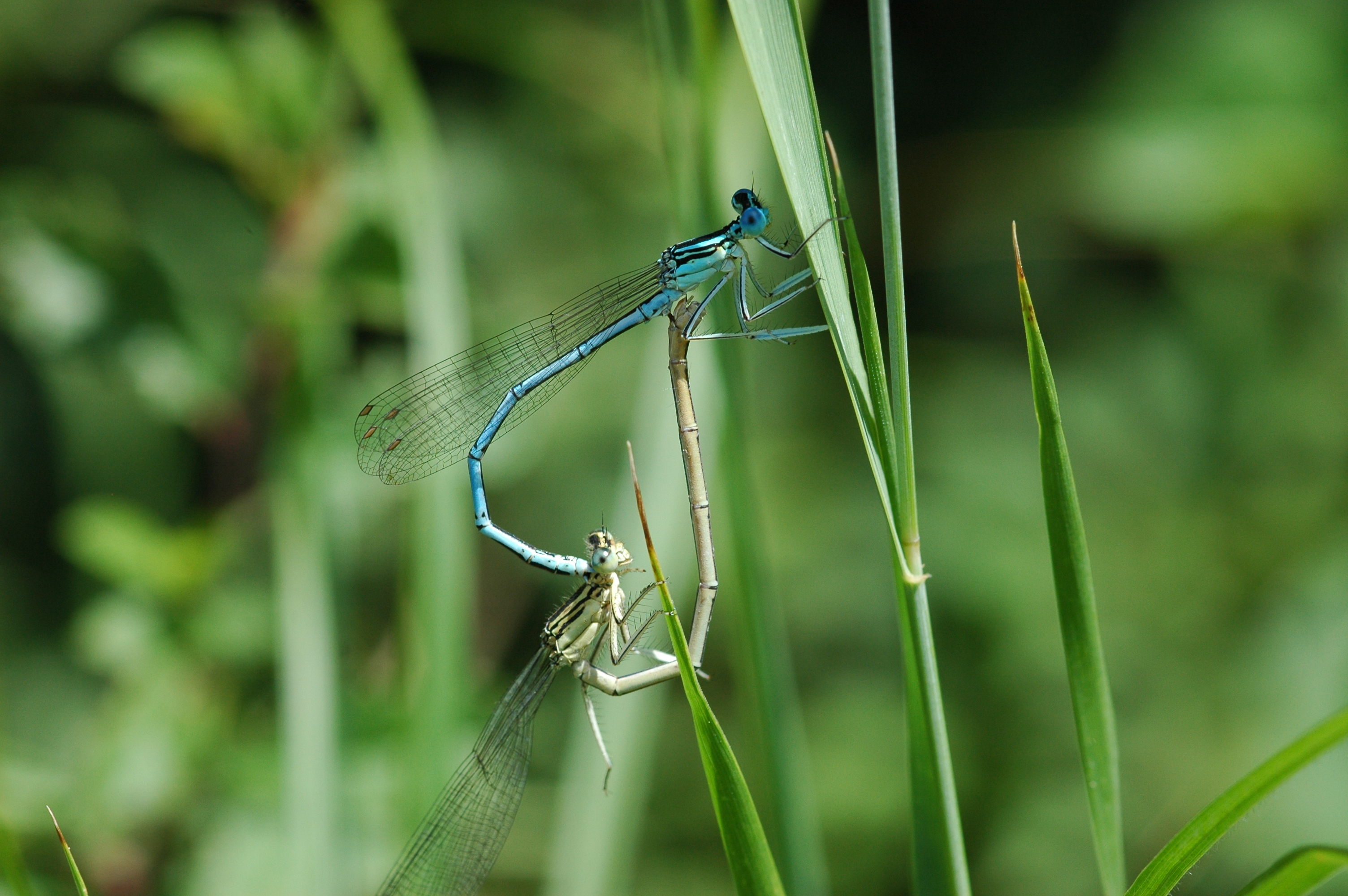
«Брачное колесо» стрекоз
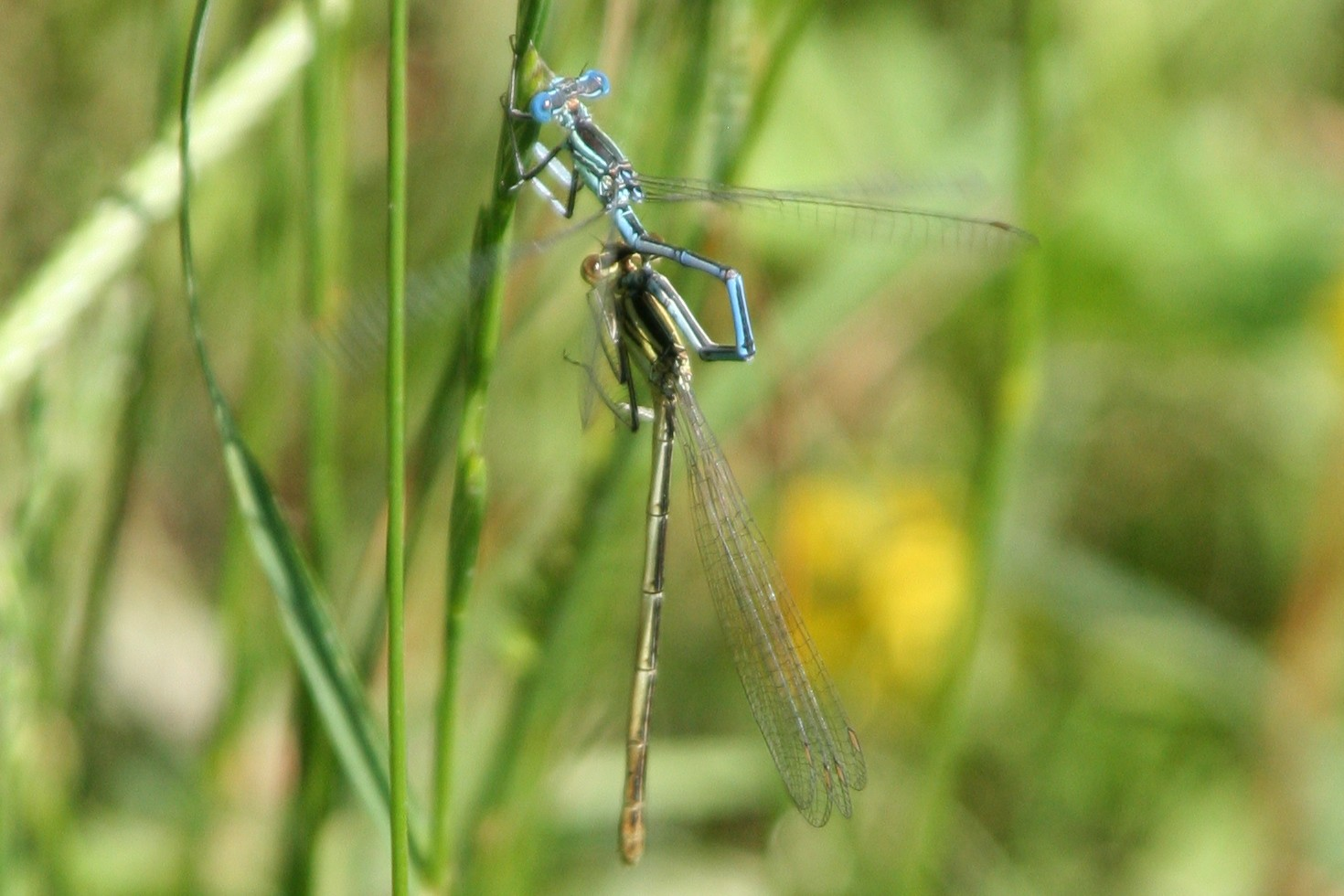
Откладка яиц
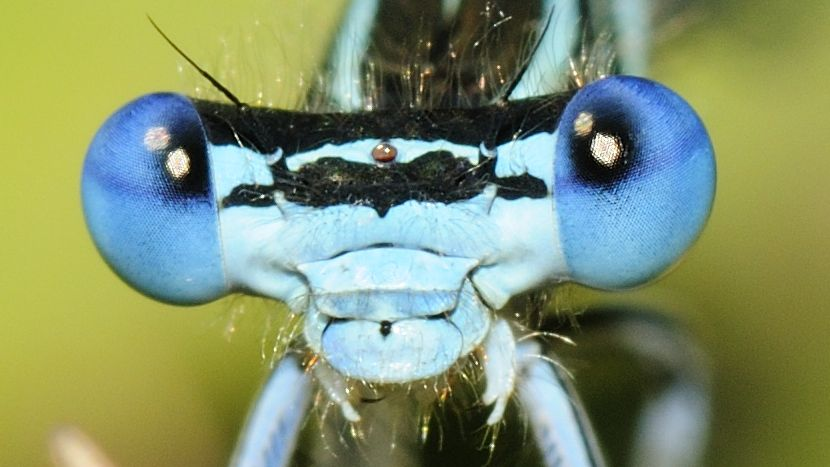
Лицо самца